# Émile Bayard
Émile-Antoine Bayard (* 2. listopadu 1837 Francie – 6. prosince 1891 Egypt) byl francouzský ilustrátor a fotograf narozený v obci La Ferté-sous-Jouarre, Seine-et-Marne ve Francii. Studoval u malíře Léona Cognieta a známý je především svými ilustracemi Cosette v románu Bídníci od Victora Huga. Zemřel v Káhiře.

## Kariéra
Bayard od roku 1853 pět let studoval u malíře Léona Cognieta. Ve věku patnácti let publikoval své první karikatury, často pod pseudonymem Abel De Miray.
Mezi lety 1857 a 1864 se živil kresbou uhlem, obrazů, akvarelů, dřevorytů, gravírováním a litografií. V roce 1864 začal pracovat primárně pro časopisy a ilustroval současné události, jako je francouzsko-pruská válka 1870-71.
Na konci 19. století s rostoucím zájmem o fotografii opustil dokumentární kresbu a věnoval se ilustraci románů, včetně Bídníků od Victora Huga, Chaloupka strýčka Toma od Harriet Beecher Stoweové, L'Immortel od Alphonse Daudeta a Ze Země na Měsíc od Julesa Verna.

## Vesmírné umění
Před rokem 1865 bylo umění zobrazující vesmírné i cizí světy založeno na mystice na rozdíl od vědy. Bayardova umělecká díla doprovázející román Ze Země na Měsíc je považována za první vesmírné umění vědecké povahy.

## Galerie

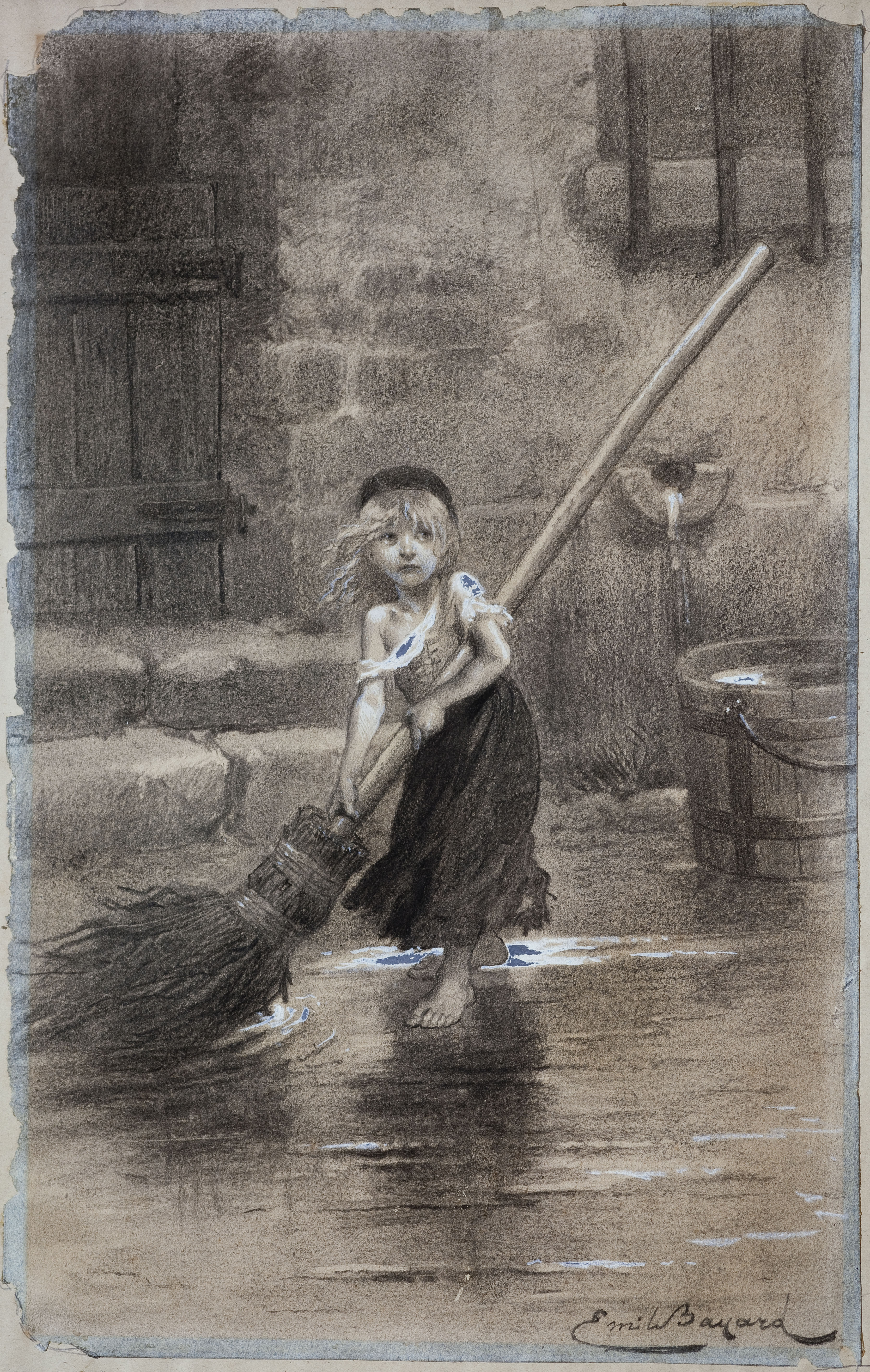
Ilustrace Cosette z románu Bídníci od Victora Huga
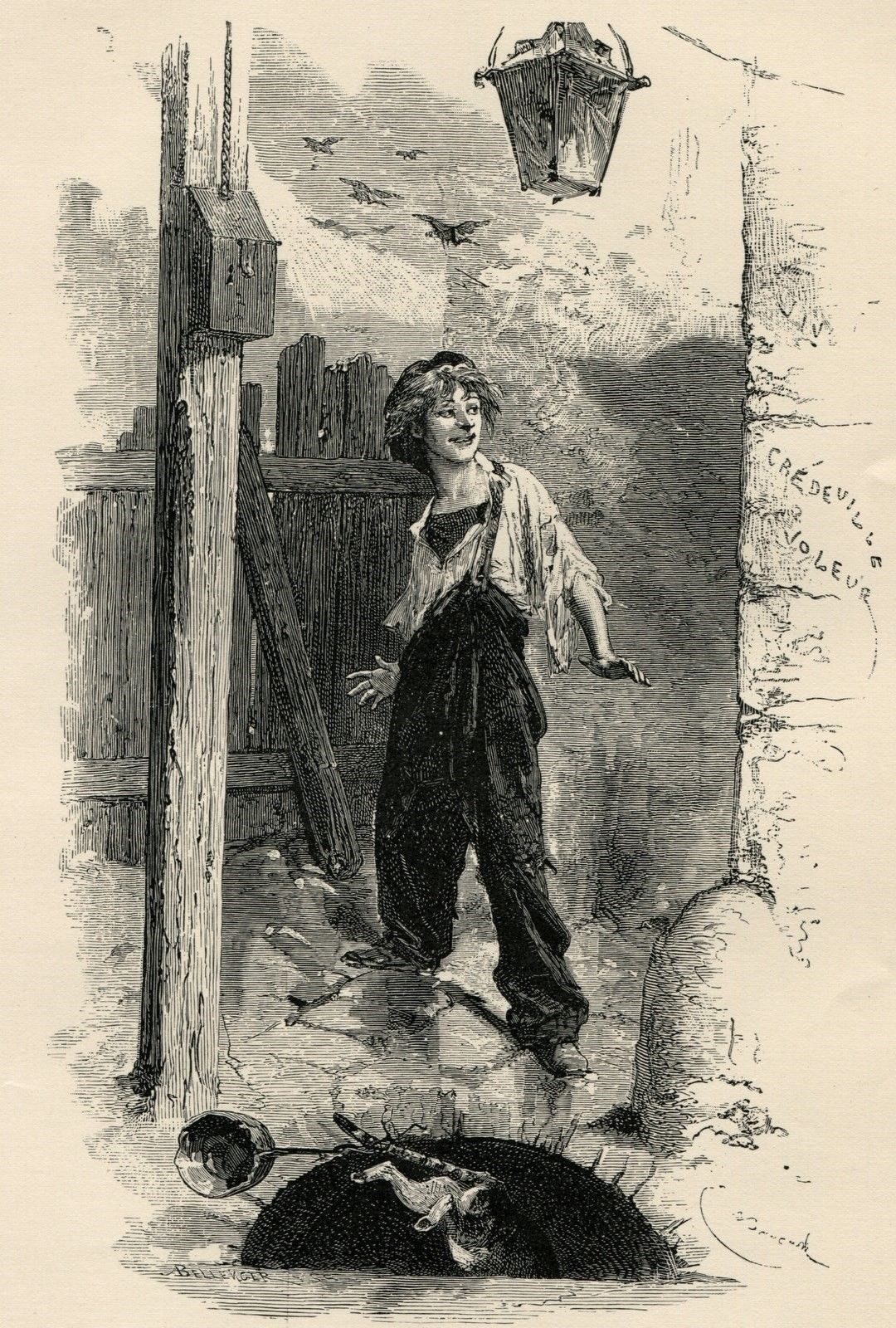
Ilustrace postavy Gavroche z románu Bídníci od Victora Huga
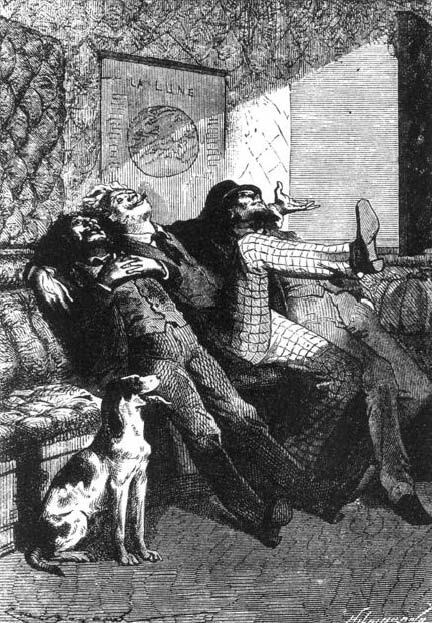
Ilustrace z románu Julesa Verna "Okolo Měsíce"
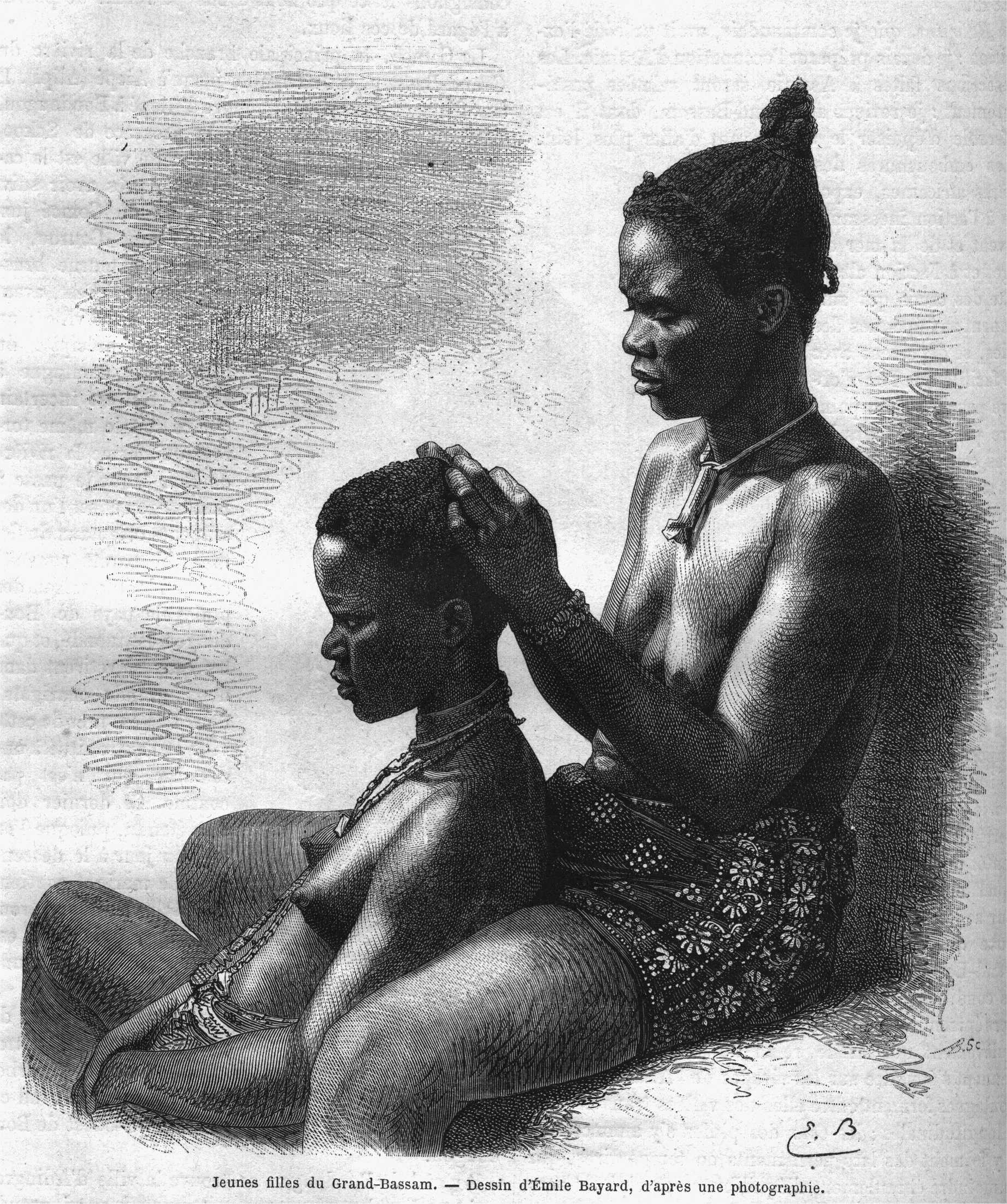
Mladé dívky z Grand Bassam, které nakreslil Émile Bayard podle fotografie